# Alexander Nehamas
Alexander Nehamas (griechisch Αλέξανδρος Νεχαμάς, * 22. März 1946 in Athen) ist ein griechischstämmiger Professor für Philosophie und vergleichende Literaturwissenschaft, der zurzeit an der Universität Princeton lehrt. 

## Leben
Nehamas schloss sein Studium am Swarthmore College 1967 als Bachelor of Arts ab und promovierte 1971 in Princeton bei Gregory Vlastos über Platons Phaidon (Predication and the Theory of Forms in the Phaedo). Danach lehrte er bis 1986 an der Universität Pittsburgh, wo er 1981 Professor für Philosophie wurde, und von 1986 bis 1990 an der Pennsylvania Universität. Seit 1990 ist er Professor in Princeton. 1994 wurde Nehamas in die American Academy of Arts and Sciences gewählt. 2016 wurde er zum Mitglied der American Philosophical Society gewählt. Nehamas besitzt die spanische Staatsbürgerschaft, lebt und arbeitet aber in den USA.

## Forschungsschwerpunkte
Seine Forschungsschwerpunkte bilden die griechische Philosophie, besonders Sokrates und Platon, Friedrich Nietzsche und Michel Foucault sowie Ästhetik und Literaturtheorie.

## Wirken
Besonders erfolgreich war sein Buch Nietzsche: Life as Literature (deutsch als Nietzsche: Leben als Literatur) von 1985, das inzwischen in neun Sprachen übersetzt worden ist und einen großen Einfluss auf die neuere US-amerikanische Nietzsche-Rezeption hatte. Zusammen mit Paul Woodruff erstellte er kommentierte Übersetzungen von Platons Phaidros und Symposion. Nehamas sieht Philosophie als ein Mittel der Lebenskunst. In Only a Promise of Happiness („Nur ein Versprechen von Glück“) legt Nehamas seine Auffassung zum Konzept von Schönheit und dessen Beziehung zur Kunst dar, wobei der Titel selbst – mit Bezug auf Stendhal – als Definition von Schönheit entwickelt wird (S. 63 ebd.). Schönheit ist dieser Ansicht nach also nur insofern mit Kunst verbunden, als dass ein Kunstwerk genauso wie jedes andere Objekt schön sein kann (S. 95 ebd.). In diesem Sinne sieht Nehamas auch in einem modernen Massenmedium wie dem Fernsehen ein Potential für Schönheit (S. 127 ff. ebd.).

## Werke
- Nietzsche: Life as Literature. Harvard University Press, Cambridge 1985.
  - deutsch: Nietzsche: Leben als Literatur. Steidl, Göttingen 1991 (2. Auflage 1996), ISBN 3-88243-408-2.
- The Art of Living: Socratic Reflections from Plato to Foucault. University of California Press, Berkeley 1998.
  - deutsch: Die Kunst zu leben. Sokratische Reflexionen von Platon bis Foucault. Rotbuch Verlag, Hamburg 2000, ISBN 3-434-53057-6.
- Virtues of Authenticity: Essays on Plato and Socrates. Princeton University Press, Princeton 1999.
- Only A Promise of Happiness: The Place of Beauty in a World of Art. Princeton University Press, Princeton 2007.
- On Friendship. Basic Books, New York 2016.
  - deutsch: Über Freundschaft. dtv, München 2017, ISBN 978-3-423-43193-4.